# Хрисимир Димитров
Хрисимир Димитров е български баскетболист. Висок е 198 см. Хриси, както е по-популярен сред феновете, е един от най-добрите реализатори на българското първенство, със средно 20 точки на мач.
Дългогодишен основен състезател на националния отбор на България, където последният му мач е през август 2007 при загубата срещу Унгария.
Хрисимир Димитров започва кариерата си в Спартак Плевен. С екипа на родния си клуб става шампион и носител на страната през 1996 г. Участва в историческите успехи на Спартак срещу Реал Мадрид, Бенфика и Партизан Белград в европейските турнири. Кариерата му продължава в софийските ЦСКА и Левски, както и в руския „Локомотив“ (Ростов на Дон). През 2006 г. се завръща в Плевен и става лидер и най-добър реализатор на Спартак.
 През 2013 г. слага край на кариерата си.
Статистика на Евробаскет 2005 в Сърбия и Черна гора:
3 мача; 7.3 точки, 3.3 борби и 1.7 отнети топки
Трофеи:
Шампион – 1995 и 1996 с Плама; 2000 и 2001 с Левски
Купа на България – 1994 с ЦСКА; 1996 с Плама; 2001 с Левски